# Ungerechtigkeit
Ungerechtigkeit ist eine Verletzung der Gerechtigkeit. Zur Ungerechtigkeit gehört auch das Unterlassen einer pflichtgemäßen Handlung.
Heraklit macht die Bestimmung der Gerechtigkeit an den Erfahrungen der Ungerechtigkeit fest. „Man hätte das Wort ‚Gerechtigkeit‘ nicht gekannt, wenn es diese Dinge nicht geben würde.“ Für Aristoteles gilt: „Der Ungerechte will aber nicht immer zu viel haben, sondern unter Umständen auch zu wenig, nämlich von dem, was an sich ein Übel ist. Da aber das kleinere Übel gewissermaßen als ein Gut erscheint und die Habsucht auf Güter gerichtet ist, so scheint ein solcher Mensch habsüchtig zu sein. In Wirklichkeit aber ist er ein Freund der Ungleichheit.“ (NE 1129b)
Auf die Unausweichlichkeit der Ungerechtigkeit im menschlichen Leben weist Friedrich Nietzsche hin: „Du solltest die nothwendige Ungerechtigkeit in jedem Für und Wider begreifen lernen, die Ungerechtigkeit als unablösbar vom Leben, das Leben selbst als bedingt durch das Perspektivische und seine Ungerechtigkeit.“

## Begriffsinhalt
Willkür ist einer der Hauptgründe für Ungerechtigkeit, weil durch sie das Prinzip der Unparteilichkeit durchbrochen wird. Empfundene Ungerechtigkeit ist ein wesentliches Motiv für die Forderung, Gerechtigkeit herzustellen. So lässt Charles Dickens seine Figur Pip im Roman Great Expectations (etwa 1860) sagen: „In der kleinen Welt, in der Kinder leben, gibt es nichts, was sie so feinsinnig aufnehmen und empfinden wie Ungerechtigkeit.“ John Rawls meinte 1975 hierzu: „Man hat also, soweit es die Umstände gestatten, eine natürliche Pflicht, Ungerechtigkeiten zu beseitigen und bei den schlimmsten anzufangen, die am weitesten von der vollkommenen Gerechtigkeit abweichen“. Die amerikanische Rechtsphilosophin Judith N. Shklar hat darauf hingewiesen, dass es für die Praxis erheblich konkreter ist, die vielfältigen Ereignisse der Ungerechtigkeit zum Thema zu machen als einen abstrakten Gerechtigkeitsbegriff. „Ungerechtigkeit ist schließlich kein politisch bedeutungsloser Begriff, und die anscheinend unendliche Vielfalt und Häufigkeit von Akten der Ungerechtigkeit laden zu einem Denkstil ein, der weniger abstrakt als die formale Ethik, jedoch analytischer als die Geschichtswissenschaft ist.“
Ungerechtigkeitsurteile sind daher in der Gerechtigkeitsforschung ein wichtiger Aspekt. „Der Ausgangspunkt der sozialpsychologischen und soziologischen empirischen Gerechtigkeitsforschung ist die motivationale Kraft von Ungerechtigkeitserfahrungen, d. h. die Frage danach, inwieweit Ungerechtigkeitserfahrungen sowie Gerechtigkeits- bzw. Ungerechtigkeitswahrnehmungen das Handeln von Personen beeinflussen.“ Die Bedeutung des Begriffs hängt daher von der Perspektive ab, je nachdem ob Gerechtigkeit aus religiöser, philosophischer oder ideologischer Sicht betrachtet oder durch ein Opfer, einen Täter oder einen Beobachter reklamiert wird. „Empirisch zeigt sich, dass Ungleichheiten erst dann als ungerecht wahrgenommen und benannt werden, wenn die Verteilung durch ein absichtsvolles Handeln oder Unterlassen herbeigeführt wurde und die verantwortlichen Akteure keine ausreichende Rechtfertigung für die Verletzung legitim angesehener Anrechte vorlegen können.“
Judith Shklar verweist auf verschiedene sich im Hintergrund abspielende psychologische Aspekte, die mit der Diskussion um Ungerechtigkeit verbunden sind. Leute, die im Nachteil sind, betrachten sich oftmals als Opfer, auch wenn sie es objektiv nicht sind. „Den Standpunkt der Opfer ernst zu nehmen, bedeutet jedoch nicht immer, dass sie immer zu Recht eine Ungerechtigkeit wahrnehmen. Wir beschuldigen uns selbst und einander oftmals, ohne gute Gründe dafür zu haben. Wir schaffen uns Sündenböcke, wir klagen wild an, wir fühlen uns schuldig für Handlungen, die wir niemals ausgeführt haben, wir beschuldigen jeden, der glücklicher ist als wir selbst.“ Ungerechtigkeiten können ohne Absicht, allein aufgrund ungünstiger Umstände entstehen. „Es ist unmöglich, Opfer zu charakterisieren. Sie sind einfach Leute, die zur falschen Zeit am falschen Ort in der falschen Gesellschaft waren. Viele Opfer von heute werden morgen andere zum Opfer machen.“ Ungerechte Verhältnisse haben ein Beharrungsvermögen, weil die Profiteure der Situation Veränderungen verhindern wollen, zumindest aber gegenüber Veränderungswünschen eine passive Haltung einnehmen. „Ein Grund, warum es kein Heilmittel für Ungerechtigkeit gibt, liegt darin, dass selbst ziemlich rechtschaffene Bürger keines wollen. Dies ist nicht darauf zurückzuführen, dass wir uns uneins darüber sind, was ungerecht ist, sondern auf eine mangelnde Bereitschaft, den Frieden und die Ruhe aufzugeben, den die Ungerechtigkeit anbieten kann und anbietet.“

## Wahrnehmungsweisen von Ungerechtigkeit
Der französische Soziologe François Dubet hat in einer Untersuchung über Ungerechtigkeitsempfindungen im Arbeitsleben mit einer pluralen Theorie der sozialen Gerechtigkeit wahrgenommene Verletzungen der Gerechtigkeit nach drei Prinzipien klassifiziert:
1. Verletzung der Gleichheit: nicht als Egalitarismus gemeint, sondern als Gleichheit der Positionen und der Startchancen;
2. Nichtanerkennung der individuellen Leistung im Rahmen einer meritokratischen Statushierarchie;
3. Beschneidung individueller Autonomie, das heißt der Möglichkeiten, persönliche Initiativen zu entfalten oder Chancen zur Selbstverwirklichung wahrzunehmen.[12]

## Sonstiges
Eng mit dem Thema der Ungerechtigkeit verbunden ist die Frage nach der fehlenden ausgleichenden Gerechtigkeit Gottes (Theodizee).
In der Rechtspraxis wird diskutiert, ob es eine Gleichbehandlung im Unrecht geben sollte.
Das Innocence Project ist eine US-amerikanische Non-Profit-Organisation, die sich gegen Ungerechtigkeit wendet, indem sie sich um die Aufklärung von Justizirrtümern bemüht.
Als besondere Form der Ungerechtigkeit gilt es, wenn zu Unrecht zum Tode Verurteilte hingerichtet werden. Staaten mit einer Todesstrafe nehmen unvermeidbar die Hinrichtung von Unschuldigen in Kauf, denn weder Polizei noch Justiz arbeiten fehlerfrei. So kommt es auch im Rechtsstaat nachweislich immer wieder zu Justizirrtümern und Fehlurteilen. Da eine vollstreckte Todesstrafe endgültig ist, lässt sie sich nicht nachträglich wiedergutmachen. Dies beschädigt die Glaubwürdigkeit des Rechtssystems dieses Staates und ist ein Hauptargument gegen die Todesstrafe.
Das Konzept der Feindesliebe fordert als Gegenwehr gegen Ungerechtigkeit auf Gewalt zu verzichten und diese durch Gewaltfreiheit zu überwinden. Ein herausragendes Beispiel hierfür war Mahatma Gandhi, der gegen die Unterdrückung durch die britischen Kolonialherren verkündete: „Wir werden uns dieser Ungerechtigkeit nicht beugen – nicht bloß weil sie uns zerstört, sondern auch, weil sie euch ebenso zerstört.“